# 221
Năm 221 là một năm trong lịch Julius. 

## Sinh
Dương Hỗ

## Mất
- Trương Phi bị giết bởi Phạm Cương, Trương Đạt
- Hoàng Trung, tướng cuối thời Đông Hán